# كريس بوبي
كريس بوبي (بالإنجليزية: Kris Pope)‏ (و. 1976 – م) هو ممثل، وممثل أفلام من كندا. ولد في كالغاري.

## وصلات خارجية
- كريس بوبي على موقع IMDb (الإنجليزية)
- كريس بوبي على موقع قاعدة بيانات الفيلم (الإنجليزية)